# Imagen corporal

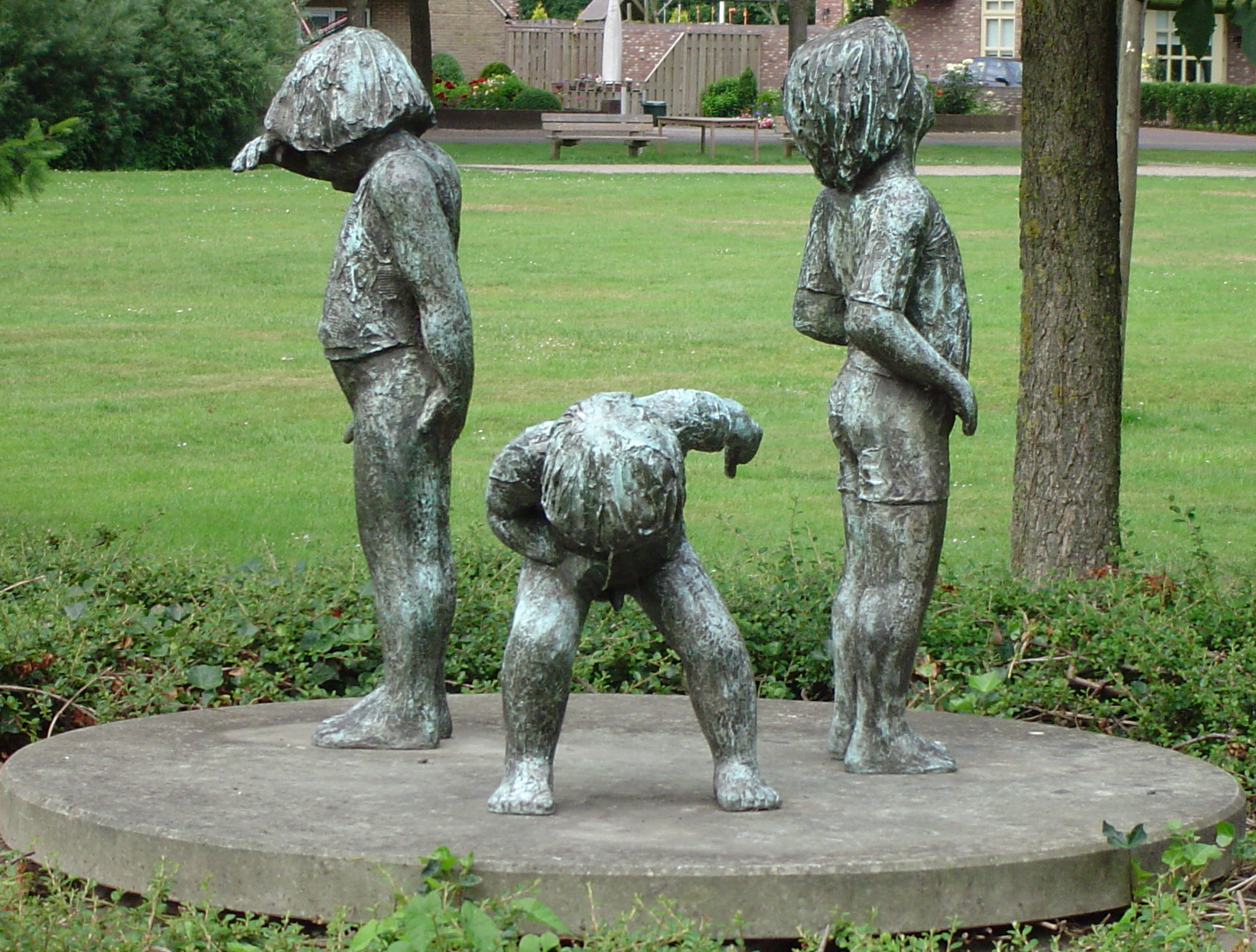
El descubrimiento del cuerpo

La imagen corporal es un concepto puramente, consiste en la interpretación del cuerpo y de sus posibilidades. Está asociado a múltiples opiniones sociales, a la imagen social, a la falta de una extremidad o enfermedad a aspectos culturales. Es la conciencia que tenemos sobre nuestro cuerpo de los diferentes segmentos y de las relaciones que tenemos entre estos. El esquema corporal se constituye muy lentamente en el niño. Esta evolución se dirige bajo la combinación de dos factores: la maduración de la actividad mental y las relaciones vividas del niño), consiste en el conocimiento y representación simbólica global del propio cuerpo, es decir, es la manera en que te ves y te imaginas a ti mismo. Esta imagen se constituye por un componente perceptivo, un componente cognitivo-afectivo y un componente conductual que se encuentran interrelacionados entre sí y es creada a partir del registro visual con el propio cuerpo siempre situado en un determinado contexto y una determinada cultura que lo definen a lo largo de su proceso evolutivo. En cuanto al componente perceptivo, se refiere a la precisión con la que se percibe el tamaño, el peso y las formas. Los aspectos cognitivo-afectivos son los sentimientos, actitudes, pensamientos que despiertan el propio cuerpo y con aspectos conductuales nos referimos a conductas que se pueden derivar de los anteriores factores como la evitación de la exhibición del cuerpo o el uso de rituales, entre otros.
Autores como Jean Le Boulch lo definen como "el conocimiento inmediato y continuo que tenemos de nuestro cuerpo, en reposo o en movimiento, en relación con sus diferentes partes y, sobre todo, en relación con el espacio y los objetos que nos rodean".
Pierre Vayer y Louis Picq lo definen como "la organización de las sensaciones relativas al propio cuerpo, en relación con los datos del medio exterior".
Schilder propuso una de las definiciones más aceptadas para este concepto de imagen corporal reuniendo aspectos neurológicos y psicoanalíticos “la imagen del cuerpo que nos formamos en nuestra mente, es decir, la apariencia física que le atribuimos a nuestro cuerpo”. Actualmente se encuentra más completa la definición propuesta por Slade “la imagen corporal es una representación mental amplia de la figura corporal, su forma y tamaño, la cual está influenciada por factores históricos, culturales, sociales, individuales y biológicos que varían con el tiempo”.

## Tipos
La identificación de diferentes movimientos corporales propios puede ser positiva o negativa. Se dice que se tiene una imagen de uno mismo positiva cuando la persona tiene su esquema corporal bien integrado, lo percibe de forma adecuada y se siente bien y cómoda con su apariencia. No es necesaria ninguna condición específica en cuanto al físico para tener una imagen positiva de uno mismo sino que lo importante es, sobre todo, sentirse bien con el propio cuerpo independientemente de si coincide con el ideal establecido por la sociedad o no.
Tener una visión de la imagen corporal negativa, por el contrario, quiere decir que la persona no se siente a gusto consigo misma y su aspecto. Como en el caso de la imagen positiva, no es necesaria ninguna condición específica para estar insatisfecho con uno mismo sino que todo depende de cómo se percibe y se siente uno respecto a su apariencia.
Le Boulch defendía que cuando se tiene el cuerpo mal definido se produce un déficit en la relación que existe entre el sujeto y el mundo exterior influyendo sobre 3 aspectos esencialmente:
Percepción del cuerpo: Percibirlo de forma incorrecta ya sea por sobreestimación o por subestimación.
Motricidad: No sentirse a gusto con los propios movimientos.
Relación con el otro: Sensación de incomodidad o vergüenza delante de la mirada de los demás.
Garner y Garfinkel, por su parte, situaban los problemas que puede generar una imagen corporal negativa en dos niveles:
Alteraciones preceptúales: Incapacidad de estimar con exactitud el tamaño corporal.
Alteraciones cognitivo-afectivas: Emociones y sentimientos negativos respecto a uno mismo.
Alteraciones conductuales: Obsesión con evitación, camuflaje, rituales.

## Trastornos relacionados
Una imagen corporal negativa puede estar relacionada con una baja autoestima y, en algunos casos, puede llevar a trastornos alimentarios. Bruch señaló en los años 60 la importancia que tiene la imagen corporal en la Anorexia Nerviosa pero cabe destacar la importancia de esta también en la Bulimia Nerviosa y en todo tipo de Trastornos de la Conducta Alimentaria (TCA).
También está relacionado con el Trastorno dismórfico corporal(TDC) donde hay una preocupación por un defecto imaginado o real del aspecto físico que provoca malestar clínicamente significativo.
Otro trastorno relacionado es la vigorexia o dismorfia muscular, en que la persona (generalmente el hombre) se siente con una carencia de musculatura y tonicidad y necesita realizar conductas obsesivas con tal de aumentar su tono muscular, ya sea haciendo ejercicio excesivo y demasiado o tomando anabolizantes.